# Goya Toledo
Gregoria Micaela Toledo Machín, più conosciuta come Goya Toledo (Arrecife, 24 settembre 1969), è un'attrice e modella spagnola.

## Biografia
Ha studiato interpretazione nella scuola di Cristina Rota. Per poter pagare i suoi studi ha lavorato anche come modella pur non considerandosi tale. È stata candidata tre volte al Premio Goya: la prima volta come migliore attrice emergente, poi, due volte, come miglior attrice non protagonista.

## Filmografia

### Cinema
- Dile a Laura que la quiero, regia di José Miguel Juaréz (1995)
- Cronaca di un amore violato, regia di Giacomo Battiato (1996)
- Más allá del jardín, regia di Pedro Olea (1996)
- Mararía, regia di Antonio José Betancor (1998)
- Amores perros, regia di Alejandro González Iñárritu (2000)
- Die Fremde, regia di Götz Spielmann (2000)
- Box 507, regia di Enrique Urbizu (2002)
- Nudos, regia di Lluís Maria Güell  (2003)
- Killing words – Parole assassine, regia di Laura Maña (2003)
- È già ieri, regia di Giulio Manfredonia (2004)
- Fuera del cuerpo, regia di Vicente Peñarrocha (2004)
- Bailando chachacha, regia di Manuel Herrera (2005)
- Somne, regia di Isidro Ortiz (2005)
- El último justo, regia di Manuel Carballo (2007)
- Le 13 rose, regia di Emilio Martínez Lázaro (2007)
- Rivales, regia di Fernando Colomo (2008)
- Los años desnudos, regia di Dunia Ayaso y Félix Sabroso (2008)
- Sandrine nella pioggia, regia di Tonino Zangardi (2008)
- Planes por la mañana, regia di Juana Macías (2010)
- Amigos..., regia di Marcos Cabotá e Borja Manso (2011)
- Maktub, regia di Paco Arango (2011)
- Desconocido - Resa dei conti (El desconocido), regia di Dani de la Torre (2015)

### Televisione
- Los ladrones van a la oficina (1993)
- Encantada de la vida (1993)
- Hermanos de leche (1994)
- Todos a bordo (1995)
- Film per non dormire: Amici veri (2006)
- La contessa di Castiglione (2006)
- Acusados (2009)
- Los hombres de Paco (2010)
- Mentes en Shock (2011)

## Doppiatrici italiane
- Chiara Colizzi in Amores perros, Desconocido - Resa dei conti
- Franca D'Amato in È già ieri
- Roberta Pellini in Sandrine nella pioggia
- Deborah Ciccorelli in Film per non dormire: Amici Veri